# Matias Spektor
Matias Spektor é um professor e pesquisador de Relações Internacionais. Nascido em Rosário, na Argentina, cresceu na Bahia e em Brasília. Fez graduação e mestrado em Relações Internacionais pela Universidade de Brasília, e mestrado e doutorado em Relações Internacionais pela Universidade de Oxford. Spektor é professor e Vice-Diretor da Escola de Relações Internacionais da Fundação Getulio Vargas em São Paulo. Também é colunista do jornal Folha de S. Paulo.
Spektor foi o primeiro ocupante da Cátedra Rio Branco da King's College de Londres e o primeiro Global South Fellow da London School of Economics. Foi também pesquisador visitante no Woodrow Wilson International Center for Scholars e no Council on Foreign Relations, ambos em Washington.    
Spektor fundou o Centro de Relações Internacionais da FGV, e lidera as atividades de Política Externa Brasileira do Programa de História Oral do Centro de Pesquisa e Documentação de História Contemporânea do Brasil (CPDOC), que conta entre seus entrevistados ex-presidentes, ex-ministros das Relações Exteriores e embaixadores do Brasil no mundo e embaixadores estrangeiros no Brasil. Também atua no programa de Arquivos Pessoais, que preserva acervos pessoais de ex-chanceleres e diplomatas como Luiz Felipe Lampreia, Celso Amorim, Azeredo da Silveira e Osvaldo Aranha. Além disso, coordena um programa de palestras e seminários internacionais.  
Entre 2007 e 2015, integrou a equipe da FGV no Rio de Janeiro, transferindo-se em 2015 para a sede da fundação São Paulo.   
Spektor é autor de 18 dias: quando Lula e FHC se uniram para conquistar o apoio de George W. Bush (Objetiva, 2014), Kissinger e o Brasil (Zahar, 2009), Azeredo da Silveira: um depoimento (FGV, 2010), e Origens da cooperação nuclear: uma história oral crítica entre Brasil e Argentina (FGV, 2015), em parceria com Rodrigo Mallea e Nicholas J. Wheeler.